# Nova Soure
Nova Soure este un oraș în statul Bahia (BA) din Brazilia.